# AFC Eskilstuna
Athletic Football Club Eskilstuna, ofta förkortat AFC Eskilstuna, är en fotbollsklubb verksam i Eskilstuna, Sverige som grundades som Athletic FC 2007 i Solna och där emellan hette AFC United. 2017 och 2019 spelade klubben i Allsvenskan. De tog sig även till final i Svenska cupen 2019. Säsongen 2022 spelade AFC Eskilstuna i Superettan.

## Historik
Väsby United bildades 2005 genom att fotbollssektionen från Väsby IK gick samman med FC Café Opera och bildade en ny klubb. Väsby United, som ersatte FC Café Opera i Superettan 2005, var då ett av de yngsta lagen i svensk elitfotboll.
Athletic FC grundades 2007 av ryskfödde affärsmannen Alex Ryssholm. Ett A-lag bildades och genom ett övertagande av Väsby United 2010 säkrade laget en plats i Division 1. Väsby samarbetade aktivt med AIK fram till 2012. Den 23 juli 2012 beslutades det att klubben skulle byta namn till Athletic Football Club United. Inför säsongen 2014 flyttade klubben till Skytteholm, Solna.
Inför säsongen 2017 flyttade klubben till Eskilstuna, och bytte namn till AFC Eskilstuna. Samtidigt startade klubben ett samarbete med Eskilstuna City men båda klubbarna fortsatte som egna föreningar med A-lag i var sin serie.

## Avancemang och degradering
2014 kom laget på första plats i Division 1 norra och avancerade därmed till Superettan. Under säsongen 2016 säkrade klubben avancemang till Allsvenskan, den högsta divisionen för fotboll i Sverige, under tränaren Özcan Melkemichel.
I Allsvenskan 2017 dröjde det till 16:e omgången innan AFC fick sin första seger. Första segern kom mot Kalmar FF efter att AFC Eskilstuna vänt 0-1 till 2-1 på hemmaplan inför 2 376 åskådare. Klubben lyckades vinna ytterligare tre matcher, mot Malmö FF, Örebro SK och IFK Göteborg, men slutade på sista plats och blev tillbakaflyttade till Superettan efter första säsongen.
Även 2019 spelade klubben i Allsvenskan. Precis som 2017 vann klubben fyra matcher och slutade på sista plats. AFC Eskilstuna tog sig även till final i Svenska cupen 2019 där det blev förlust mot Häcken.
År 2020 blev det spel i Superettan igen efter ytterligare ett år i Allsvenskan. AFC Eskilstuna landade på 11 vinster med totalt 37 poäng vilket ledde till en nionde plats. År 2021 presterade laget på nästan identisk nivå, med 11 vinster, 40 poäng och en nionde plats.
Klubben väljer inför säsongen 2022 att utveckla organisationen genom att tillsätta ny personalchef och akademichef. Personalchefen är Gino Torlo och kommer att jobba med interna arbetsrättsfrågor, personalpolicy, arbetsmiljö och anställningar bland annat. Klubben tillsätter även en Erika Karlsson som akademichef för att stödja en långsiktig strategi att förbättra för klubbens unga talanger och stärka AFC Eskilstuna för framtiden.

## AFC Eskilstuna
Redan innan AFC United hade kvalificerat sig till Allsvenskan 2016 togs det ett beslut om att flytta till Eskilstuna och att som två separata föreningar samarbeta med Eskilstuna City FK som spelade i Division 2. Genom samarbetet fick AFC tillgång till en hemmaplan, utbyte av spelare med en annan klubb i en lägre serie och dessutom en potentiellt större hemmapublik som ekonomisk bas för utgifter som kommer med spel på en allsvensk arena. I samband med flytten bytte klubben namn till Athletic FC Eskilstuna.
Några av ungdomslagen valde att inte flytta med till Eskilstuna utan gick istället ihop med Vasalunds IF.

## Spelartruppen
(L) - Inlånad spelare
| Nummer      | Land           | Spelare                | Födelsedatum      | Kom från            | Moderklubb      |           |
| Målvakter   | Målvakter      | Målvakter              | Målvakter         | Målvakter           | Målvakter       | Målvakter |
| ----------- | -------------- | ---------------------- | ----------------- | ------------------- | --------------- | --------- |
| 1           | Sverige        | Kevin Dyplin           | 23 januari 2000   | Örebro Syrianska IF | IFK Eskilstuna  |           |
| 37          | Sverige        | Sebastian Ekholm       | 23 augusti 1996   | Varbergs GIF        | Varbergs GIF    |           |
| Försvarare  |                |                        |                   |                     |                 |           |
| 2           | Sverige        | Charles Sampson        | 5 november 2004   | Friska Viljor       | Assyriska FF    |           |
| 3           | Sverige        | Jonathan Käller        | 12 oktober 1998   | Piteå IF            | Kågedalens AIF  |           |
| 4           | Nordmakedonien | Abiola Bamijoko        | 14 mars 2005      | Junkeren            | HJK             |           |
| 5           | Sverige        | Hugo Björk (L)         | 13 maj 2005       | Västerås SK         | Triangelns IK   |           |
| 8           | Sverige        | Yassin Hawat           | 28 oktober 2003   | IK Brage            | Kvarnsvedens IK |           |
| 19          | USA            | Reece Gaylor           | 13 oktober 2004   | AFC Eskilstuna U    | USA             |           |
| 23          | Sverige        | Love Lindbäck          | 5 september 2005  | AFC Eskilstuna U    | Triangelns IK   |           |
| Mittfältare |                |                        |                   |                     |                 |           |
| 6           | Sverige        | Isak Edman             | 30 maj 2005       | IF Elfsborg         | Svenljunga IK   |           |
| 11          | Sverige        | Leo Lif                | 24 maj 2005       | AFC Eskilstuna U    | Triangelns IK   |           |
| 12          | Sverige        | Elias Rigö             | 10 februari 2004  | IFK Eskilstuna      | Eskilstuna City |           |
| 15          | Finland        | Noah Lundström         | 9 september 1999  | Ekenäs IF           | Ruskon Pallo    |           |
| 16          | Sverige        | Sixten Sköldqvist      | 31 oktober 2003   | IFK Östersund       | Ope IF          |           |
| 17          | Finland        | Oiva Laaksonen         | 19 september 2003 | Haka                | Haka            |           |
| 18          | Ghana          | Lawson Sabah           | 2 april 1997      | Piteå IF            | Inter Allies    |           |
| 23          | Ryssland       | Dmitry Zhuravlev       | 13 maj 1997       | Assyriska FF        | USA             |           |
| 25          | Sverige        | Vincent Lif            | 1 juni 2008       | AFC Eskilstuna U    | Triangelns IK   |           |
| 30          | Guinea         | Fofana Ibrahima Cherif | 27 oktober 2006   | Kaloum AS           | Académie Atouga |           |
| Anfallare   |                |                        |                   |                     |                 |           |
| 7           | Sverige        | Lee Hansson            | 7 augusti 2005    | AFC Eskilstuna U    | Triangelns IK   |           |
| 9           | Sverige        | Albin Flodkvist        | 18 november 2006  | IFK Eskilstuna      | Skogstorps GoIF |           |
| 10          | Sverige        | Emanuel Chabo          | 27 september 2002 | Örebro Syrianska IF | IFK Norrköping  |           |
| 20          | Kenya          | Henry Meja (L)         | 21 december 2001  | AIK                 | Green Commandos |           |
| 88          | Sverige        | William Nordell        | 20 augusti 2002   | IFK Luleå           | Bergs IK        |           |

### Utlånade spelare
| Nr | Land                    | Pos | Namn                                                    |
| -- | ----------------------- | --- | ------------------------------------------------------- |
| -  | Bosnien och Hercegovina | F   | Amel Mazalovic (i IFK Eskilstuna till 31 december 2025) |
| -  | Sverige                 | A   | Jeremia Vikingson (i IK Sleipner till 31 december 2025) |

| Nr | Land    | Pos | Namn                                                    |
| -- | ------- | --- | ------------------------------------------------------- |
| -  | Sverige | MF  | Naod Teklebrhan (i Nyköpings BIS till 31 december 2025) |